# Shiho Tanaka (judoka)
Shiho Tanaka (en japonés: 田中志歩, Tanaka Shiho; 29 de junio de 1998) es una deportista japonesa que compite en judo.
Ganó dos medallas en el Campeonato Mundial de Judo, en los años 2024 y 2025, una medalla de oro en los Juegos Asiáticos de 2022 y una medalla de oro en el Campeonato Asiático de Judo de 2019.

## Palmarés internacional
| Campeonato Mundial  | Campeonato Mundial | Campeonato Mundial | Campeonato Mundial |
| Año                 | Lugar              | Medalla            | Categoría          |
| ------------------- | ------------------ | ------------------ | ------------------ |
| 2024                | Abu Dabi (EAU)     | Medalla de bronce  | –70 kg             |
| 2025                | Budapest (Hungría) | Medalla de oro     | –70 kg             |
| Juegos Asiáticos    |                    |                    |                    |
| Año                 | Lugar              | Medalla            | Categoría          |
| 2022                | Hangzhou (China)   | Medalla de oro     | –70 kg             |
| Campeonato Asiático |                    |                    |                    |
| Año                 | Lugar              | Medalla            | Categoría          |
| 2019                | Fujairah (EAU)     | Medalla de oro     | –70 kg             |